# Bataille de Monmouth
Guerre d'indépendance des États-Unis
Batailles
- Bound Brook
- Short Hills
- Staten Island
- Cooch's Bridge
- Brandywine
- Clouds
- Paoli
- Germantown
- Red Bank
- Gloucester
- White Marsh
- Matson's Ford
- Valley Forge
- Quinton's Bridge
- Crooked Billet
- Barren Hill
- Monmouth

La bataille de Monmouth est une bataille de la guerre d'indépendance américaine ayant eu lieu dans le Comté de Monmouth, New Jersey le 28 juin 1778. L'armée continentale commandée par George Washington prit à revers les forces britanniques dirigées par Sir Henry Clinton alors qu'elles quittaient Freehold Court-House.

## Contexte
À la suite de l'entrée en guerre de la France aux côtés des insurgés américains, Henry Clinton, commandant en chef britannique, ordonna le retrait de ses troupes de Philadelphie et leur repli vers leur base principale d'action à New York. L'armée continentale s'efforça de ralentir leur progression en détruisant les ponts et en bouchant les puits mais son état-major hésita longuement à attaquer la colonne britannique. Finalement, le 26 juin, George Washington ordonna l'envoi de 4 000 hommes pour attaquer l'arrière garde britannique.

## Bataille
Le 28 juin, l'avant garde américaine conduite par le général Charles Lee attaqua l'arrière-garde britannique, conduite par Charles Cornwallis. L'attaque fut confuse et après quelque temps, plusieurs unités américaines effectuèrent un repli tactique qui, par propagation, se transforma en repli général. Cornwallis en profita pour organiser une contre-attaque qui conduisit Lee à ordonner une retraite qui se transforma rapidement en débandade.
George Washington qui commandait le gros des troupes croisa les troupes de Lee qui se retiraient, puis le général Lee lui-même, alors qu'il remontait la route de Monmouth. Après un vif échange avec Charles Lee, il le déchargea de son commandement et rallia ses troupes. Washington mit alors en place son armée avec sur la gauche les troupes de Lord Stirling, sur la droite celle du général Nathanael Greene, en réserve à l'arrière l'essentiel des forces de Lee désormais sous la direction de La Fayette et au centre sur le devant différentes forces anciennement commandée par Lee désormais sous la direction d'Anthony Wayne.
Les Britanniques attaquèrent alors l'aile gauche commandée par Lord Stirling. Après une heure de combat, 3 régiments américains purent passer par les bois et attaquer les Britanniques sur leur flanc droit, ce qui obligea ces derniers à se retirer afin de pouvoir se reformer un peu plus bas. Déçu sur l'aile gauche, Cornwallis conduisit en personne une attaque contre l'aile droite de Greene, mais sans grand succès. Pendant ce temps, des forces britanniques attaquèrent au centre les troupes de Wayne qui étaient protégées par une haie. Après avoir résisté à trois assauts, ces dernières finirent pas céder au quatrième et se retirèrent au niveau de leur ligne principale.
Bien que l'artillerie des deux camps continua de tirer jusqu'à 6 heures de l'après-midi, ni les Britanniques ni les Américains ne lancèrent plus d'attaques à partir de ce moment, et les Britanniques finirent par se retirer sur une position forte à l'est du ravin. La nuit mit alors fin au combat. George Washington aurait souhaité reprendre le combat le lendemain, mais les Britanniques reprirent leur marche vers New York durant la nuit.
Cette bataille est une victoire tactique des Britanniques, qui ont réussi à couvrir avec succès leur retraite. Toutefois, la bataille est un match nul stratégique puisque les troupes américaines ont tenu globalement leurs positions sans céder, pour la première fois, face aux troupes régulières britanniques.

## Sources
- (en) Cet article est partiellement ou en totalité issu de l’article de Wikipédia en anglais intitulé « Battle of Monmouth » (voir la liste des auteurs).